# Паэс, Луис Помпилио
Луи́с Помпи́лио Па́эс Кастелья́но (исп. Luis Pompilio Páez Castellano; род. 18 декабря 1959, Медельин) — колумбийский футболист, опорный полузащитник; тренер.

## Клубная карьера
Родился в Колумбии в городе Перейра и является воспитанником клуба «Депортиво Перейра». В составе этого клуба играл семь лет, стал капитаном команды. В 1988 году перешёл в клуб «Америка». Через 8 месяцев стал игроком «Депортес Киндио». В 1990 году вернулся в родной клуб «Депортиво Перейра», где завершил карьеру через 4 года. За этот клуб провёл 336 матчей и забил 12 голов и стал рекордсменом команды по числу проведённых матчей.

## Тренерская карьера
После завершения карьеры футболиста Паэс начал тренерскую карьеру с любительской сборной департамента Рисаральда до 23 лет. В 1995 году стал ассистентом главного тренера клуба «Депортиво Перейра» Оскара Эктора Кинтабани. Их сотрудничество продлилось ещё восемь лет, Паэс работал помощником Куинтабани в клубах «Депортес Киндио», «Кортулуа», «Депортиво Кали» и «Депортиво Кито». Команда «Кортулуа» под их руководством впервые в истории пробилась на Кубок Либертадорес, в котором заняла последнее место в групповом этапе. Позже Паэс работал под руководством Вальтера Аристисабаля в клубе «Депортиво Перейра», Хуана Карлоса Осорио в «Мильонариосе» и Пауло Ванчопе в «Эредиано». В 2010 году Луис Помпилио воссоединяется с Осорио в клубе «Онсе Кальдас», и в том же году тренерский дуэт выигрывает Финалисьон Чемпионата Колумбии. После ухода Хуана Карлоса из клуба 2 декабря 2011 года Паэс был назначен новым главным тренером команды. Однако уже 2 апреля следующего года был отправлен в отставку в связи с неудовлетворительными результатами (команда смогла одержать всего 2 победы в 12 матчах и занимала 16 место в турнирной таблице).
C 2012 года Луис Помпилио Паэс снова работает помощником Хуана Карлоса Осорио: он тренировал вместе с ним клубы «Атлетико Насьональ» и «Сан-Паулу», а с 2015 года работал тренером сборной Мексики. В 2017 году во время участия сборной Мексики под руководством Осорио на Кубке конфедераций готовил второй состав сборной к Золотому кубку КОНКАКАФ. Оба товарищеских матча против Ганы (1:0) и Парагвая (2:1), в которых Паэс руководил командой, закончились победой. Однако в июле стало известно, что Осорио был дисквалифицирован на шесть матчей за свои действия на Кубке конфедераций и главным тренером сборной на Золотом кубке КОНКАКАФ будет Паэс. Под руководством Паэса сборная заняла на турнире 3 место, уступив в полуфинале сборной Ямайки. После чемпионата мира 2018 года покинул сборную Мексики вместе с Осорио. В июне 2019 года Паэс вернулся в «Атлетико Насьональ», вновь присоединившись к тренерскому штабу Хуана Карлоса. В конце октября 2020 года колумбийский наставник был отправлен в отставку из-за поражения в чемпионате Колумбии от «Мильонариоса» со счётом 0:3, в связи с чем Луис Помпилио был назначен исполняющим обязанности главного тренера на ответный матч Южноамериканского кубка против «Ривер Плейта» из Монтевидео. Однако «Атлетико Насьональ» проиграл со счётом 1:3 и покинул турнир. С июня 2021 года по апрель 2022 года работал в тренерском штабе Осорио в клубе «Америка» Кали.